# Andreja Leskovšek
Andreja Leskovšek (ur. 11 stycznia 1965 w Kranju) – słoweńska narciarka alpejska reprezentująca Jugosławię, dwukrotna medalistka mistrzostw świata juniorów.

## Kariera
Największe sukcesy na arenie międzynarodowej Andreja Leskovšek osiągnęła w 1982 roku, startując na mistrzostwach świata juniorów w Auron. W czterech startach zdobyła tam dwa medale; najpierw zajęła drugie miejsce w slalomie gigancie, w którym uległa tylko Michaeli Gerg z RFN. Dzień później zwyciężyła w slalomie, wyprzedzając bezpośrednio Monikę Hess ze Szwajcarii. Na tej samej imprezie była także czwarta w kombinacji, w której walkę o medal przegrała z Włoszką Lindą Rocchetti.
W zawodach Pucharu Świata zadebiutowała w sezonie 1980/1981. Pierwsze punkty wywalczyła 24 marca 1981 roku Wangs, gdzie była dwunasta w slalomie. Wielokrotnie punktowała, jednak nigdy nie stanęła na podium. Najwyższą lokatę w zawodach tego cyklu uzyskała 11 marca 1984 roku w Waterville Valley, gdzie była szósta w gigancie. Najlepsze wyniki osiągała w sezonie 1981/1982, kiedy w klasyfikacji generalnej zajęła 31. miejsce, w klasyfikacji slalomu była czternasta. W 1984 roku wystartowała na igrzyskach olimpijskich w Sarajewie, gdzie była szesnasta w gigancie, a rywalizacji w slalomie nie ukończyła. Kilkukrotnie startowała na mistrzostwach świata, najlepszy wynik uzyskując podczas rozgrywanych w 1982 roku mistrzostw świata w Schladming, gdzie była dziesiąta w kombinacji.

## Osiągnięcia

### Igrzyska olimpijskie
| Miejsce | Dzień     | Rok  | Miejscowość | Konkurencja | Czas biegu  | Strata  | Zwyciężczyni     |
| ------- | --------- | ---- | ----------- | ----------- | ----------- | ------- | ---------------- |
| 16.     | 13 lutego | 1984 | Sarajewo    | Gigant      | 2:20,98 min | +3,63 s | Debbie Armstrong |
| DNF     | 17 lutego | 1984 | Sarajewo    | Slalom      | 1:36,47 min | -       | Paola Magoni     |

### Mistrzostwa świata
| Miejsce | Dzień       | Rok  | Miejscowość   | Konkurencja | Czas biegu  | Strata     | Zwyciężczyni  |
| ------- | ----------- | ---- | ------------- | ----------- | ----------- | ---------- | ------------- |
| 13.     | 2 lutego    | 1982 | Schladming    | Gigant      | 2:37,17 min | +3,56 s    | Erika Hess    |
| 10.     | 31 stycznia | 1982 | Schladming    | Kombinacja  | 8,99 pkt    | +59,34 pkt | Erika Hess    |
| 13.     | 9 lutego    | 1985 | Bormio        | Slalom      | 1:29,58 min | +3,09 s    | Perrine Pelen |
| 14.     | 7 lutego    | 1987 | Crans-Montana | Slalom      | 1:33,30 min | +6,01 s    | Erika Hess    |

### Mistrzostwa świata juniorów
| Miejsce | Dzień   | Rok  | Miejscowość | Konkurencja | Czas biegu  | Strata  | Zwyciężczyni      |
| ------- | ------- | ---- | ----------- | ----------- | ----------- | ------- | ----------------- |
| 23.     | 4 marca | 1982 | Auron       | Zjazd       | 1:40,53 min | +5,33 s | Catherine Quittet |
| 2.      | 5 marca | 1982 | Auron       | Gigant      | 2:35,82 min | +0,97 s | Michaela Gerg     |
| 1.      | 6 marca | 1982 | Auron       | Slalom      | 1:18,95 min | -       | -                 |
| 4.      | 7 marca | 1982 | Auron       | Kombinacja  | ?           | ?       | Paola Magoni      |

### Puchar Świata

#### Miejsca w klasyfikacji generalnej
- sezon 1980/1981: 65.
- sezon 1981/1982: 31.
- sezon 1982/1983: 75.
- sezon 1983/1984: 62.
- sezon 1984/1985: 58.

#### Miejsca na podium
Leskovšek nie stanęła na podium zawodów PŚ.